# Großer Preis von Ungarn 2009
Der Große Preis von Ungarn 2009 (offiziell Formula 1 ING Magyar Nagydíj 2009) fand am 26. Juli auf dem Hungaroring in Mogyoród statt und war das zehnte Rennen der Formel-1-Weltmeisterschaft 2009.

## Berichte

### Hintergrund
Nach dem Großen Preis von Deutschland führte Jenson Button in der Fahrerwertung mit 21 Punkten vor Sebastian Vettel und mit 22,5 Punkten vor Mark Webber. In der Konstrukteurswertung führte Brawn-Mercedes mit 19,5 Punkten vor Red Bull-Renault und mit 77,5 Punkten vor Toyota.
Vor dem Rennwochenende gab es einen Fahrerwechsel: Bei Toro Rosso wurde Sébastien Bourdais durch Jaime Alguersuari ersetzt. Alguersuari wurde durch seinen Start im Alter von 19 Jahren und 125 Tagen zum bisher jüngsten Formel-1-Fahrer und brach damit den fast 29 Jahre alten Rekord von Mike Thackwell, der bei seinem Debütrennen 19 Jahre und 154 Tage alt war.
Robert Kubica bestritt seinen 50. Grand Prix.
Mit Rubens Barrichello, Fernando Alonso, Kimi Räikkönen, Button, Lewis Hamilton und Heikki Kovalainen (jeweils einmal) traten sechs ehemalige Sieger zu diesem Grand Prix an.

### Training
Im ersten freien Training erzielte Kovalainen die beste Zeit vor Nico Rosberg und seinem Teamkollegen Hamilton.
Im zweiten freien Training bestätigte Hamilton die gute Leistung seines Teams und fuhr die schnellste Zeit vor Kovalainen und Rosberg.
Im dritten freien Training war Hamilton erneut der schnellste Pilot. Auf Platz zwei und drei folgten Nick Heidfeld und Rosberg. Somit war in jedem Abschnitt des Trainings ein McLaren-Pilot auf der ersten Position.

### Qualifying
Das Qualifying bestand aus drei Teilen mit einer Nettolaufzeit von 45 Minuten. Im ersten Qualifying-Segment (Q1) hatten die Fahrer 18 Minuten Zeit, um sich für das Rennen zu qualifizieren. Alle Fahrer, die im ersten Abschnitt eine Zeit erzielten, die maximal 107 Prozent der schnellsten Rundenzeit betrug, qualifizierten sich für den Grand Prix. Die besten 15 Fahrer erreichten den nächsten Teil. Rosberg war Schnellster. Die beiden BMW-Sauber- und Force-India-Piloten und Alguersuari schieden aus.
Der zweite Abschnitt (Q2) dauerte 15 Minuten. Die schnellsten zehn Piloten qualifizierten sich für den dritten Teil des Qualifyings. Webber fuhr schnellste Runde. Beide Toyota-Piloten, Sébastien Buemi, Barrichello und Nelson Piquet jr. schieden aus. Nach Ablauf der Zeit verunglückte Felipe Massa schwer, als ihn eine etwa 800 Gramm schwere Metallfeder, die sich von dem vier Sekunden, also außer Sichtweite vor ihm fahrenden Brawn von Barrichello gelöst hatte, nach Aufspringen auf der Fahrbahn bei 240 km/h am Helm traf. Er war kurzzeitig bewusstlos und fuhr frontal in die Reifenstapel. Massa erlitt eine schwere Gehirnerschütterung. Außerdem musste ihm ein Schädelknochensplitter operativ aus der linken Augenhöhle entfernt werden. Massa qualifizierte sich zwar für den dritten Qualifyingdurchgang und wäre somit, da er daran nicht mehr teilnehmen konnte, von Startplatz zehn gestartet. Nachdem klar geworden war, dass Massa zum Rennen nicht einsatzbereit sein wird, entschied die Rennleitung, die nachfolgenden Fahrer jeweils um einen Platz aufrücken zu lassen.
Der letzte Abschnitt (Q3) ging über eine Zeit von zwölf Minuten, in denen die ersten zehn Startpositionen vergeben wurden. Da die Zeitmessung des Herstellers LG Electronics auf Grund eines beschädigten Kabels ausfiel, herrschte unter den Piloten zunächst Ratlosigkeit darüber, wer von der Pole-Position ins Rennen gehen würde. Schließlich erreichte Alonso die Pole-Position mit einer Zeit von 1:21,569 Minuten vor den beiden Red Bull-Renault von Vettel und Webber. Für Renault war es die erste Pole-Position seit dem Großen Preis von China 2006, für Alonso die 18. seiner Karriere und die erste seit dem Großen Preis von Italien 2007.

### Rennen

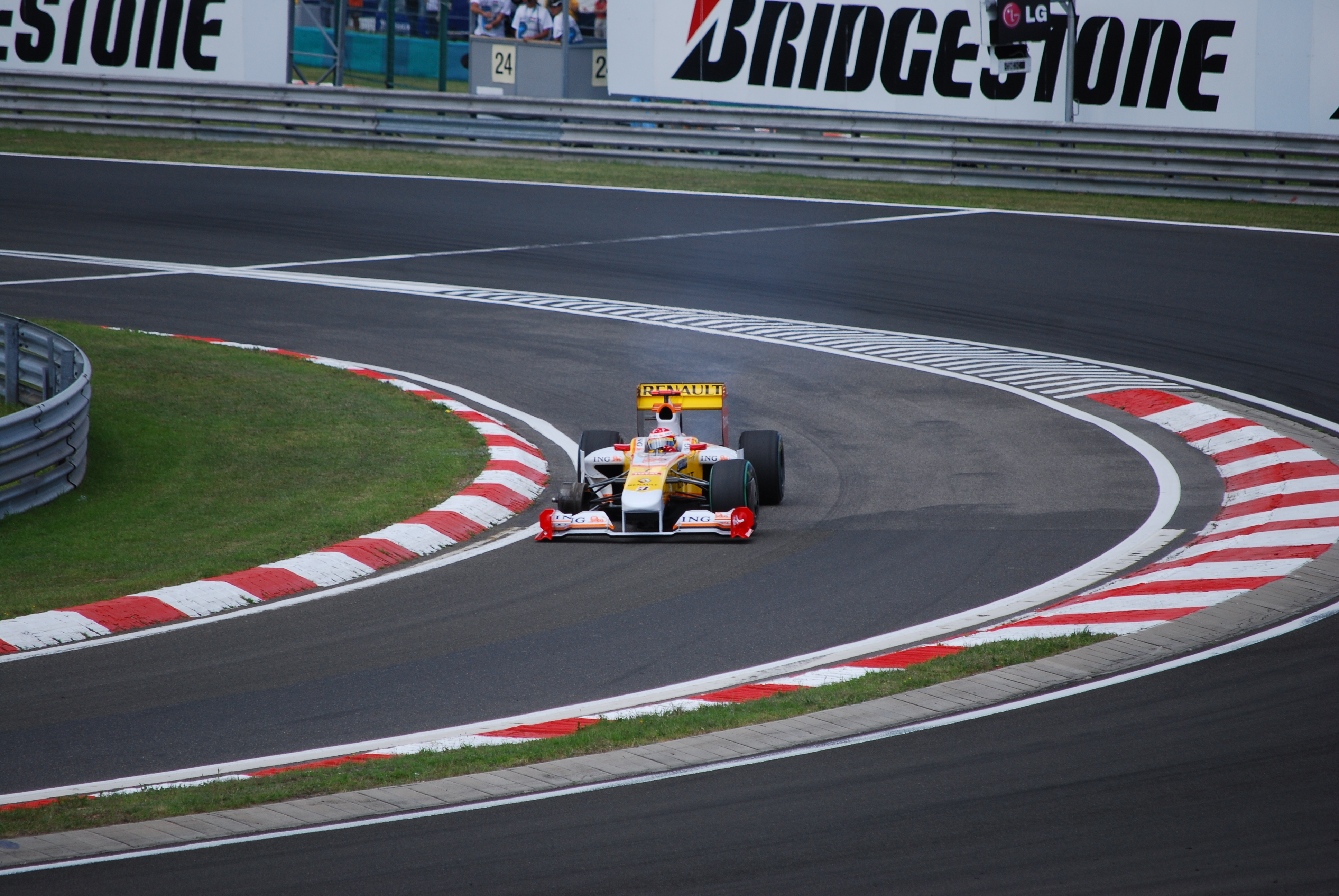
Fernando Alonso auf drei Rädern

Beim Start behauptete Alonso die Spitzenposition vor Webber, Hamilton, Räikkönen und Vettel. Räikkönen, der mit Hilfe von KERS einige Positionen gutmachte, kollidierte in der ersten Kurve leicht mit Vettel, der darauf einige Positionen verlor. Nach nur einer Runde beendete Adrian Sutil sein Rennen in der Boxengasse. Wenig später überholte Hamilton Webber nach der ersten Kurve, indem der McLaren-Pilot KERS einsetzte, und machte Druck auf den führenden Alonso.
Der Spanier, der mit wenig Sprit gestartet war, musste früh einen Boxenstopp durchführen. Dabei passierte seiner Boxenmannschaft ein folgenreiches Missgeschick: Sein rechtes Vorderrad war nicht richtig befestigt und löste sich wenig später von Alonsos Renault. Glücklicherweise wurde niemand von dem durch die Luft fliegenden Rad getroffen. Nach einem Notstopp gab Alonso wenig später in der Boxengasse auf. Renault wurde nach Ende des Rennens für das nächste Rennen gesperrt. Da man in Berufung ging, durfte das Team beim Großen Preis von Europa jedoch starten.
Wenig später kamen Webber und Räikkönen gleichzeitig an die Box. Nachdem Webbers Boxenstopp nicht ohne Probleme abgelaufen war, fuhr er zu früh los und wäre beinahe mit Räikkönen kollidiert. Nachdem alle Fahrer ihren Stopp absolviert hatten, führte Hamilton das Rennen vor Räikkönen und Webber an. Webbers Teamkollege Vettel fiel später mit einem Aufhängungsschaden, der bei der Startkollision mit Räikkönen entstand, aus.
Ohne weitere Zwischenfälle gewann Hamilton den Großen Preis von Ungarn vor Räikkönen und Webber. Hamilton gelang der erste Sieg eines Rennwagens mit KERS, welcher zudem der erste Sieg des amtierenden Weltmeisters in dieser Saison war und sein zehnter in der Formel-1-Weltmeisterschaft. Auch Räikkönen, der ebenfalls über KERS verfügte, erreichte mit dem zweiten Platz seine beste Platzierung.
Webber konnte mit seinem dritten Platz seinen Rückstand auf den WM-Führenden Button, der Siebter wurde, verkürzen und übernahm zudem den zweiten Platz in der Fahrerwertung.

## Meldeliste
| Team                      | Nr. | Fahrer               | Chassis           | Motor                | Reifen |
| ------------------------- | --- | -------------------- | ----------------- | -------------------- | ------ |
| Vodafone McLaren Mercedes | 01  | Lewis Hamilton       | McLaren MP4-24    | Mercedes-Benz 2.4 V8 | B      |
| Vodafone McLaren Mercedes | 02  | Heikki Kovalainen    | McLaren MP4-24    | Mercedes-Benz 2.4 V8 | B      |
| Scuderia Ferrari Marlboro | 03  | Felipe Massa         | Ferrari F60       | Ferrari 2.4 V8       | B      |
| Scuderia Ferrari Marlboro | 04  | Kimi Räikkönen       | Ferrari F60       | Ferrari 2.4 V8       | B      |
| BMW Sauber F1 Team        | 05  | Robert Kubica        | BMW Sauber F1.09  | BMW 2.4 V8           | B      |
| BMW Sauber F1 Team        | 06  | Nick Heidfeld        | BMW Sauber F1.09  | BMW 2.4 V8           | B      |
| ING Renault F1 Team       | 07  | Fernando Alonso      | Renault R29       | Renault 2.4 V8       | B      |
| ING Renault F1 Team       | 08  | Nelson Piquet jr.    | Renault R29       | Renault 2.4 V8       | B      |
| Panasonic Toyota Racing   | 09  | Jarno Trulli         | Toyota TF109      | Toyota 2.4 V8        | B      |
| Panasonic Toyota Racing   | 10  | Timo Glock           | Toyota TF109      | Toyota 2.4 V8        | B      |
| Scuderia Toro Rosso       | 11  | Jaime Alguersuari    | Toro Rosso STR4   | Ferrari 2.4 V8       | B      |
| Scuderia Toro Rosso       | 12  | Sébastien Buemi      | Toro Rosso STR4   | Ferrari 2.4 V8       | B      |
| Red Bull Racing           | 14  | Mark Webber          | Red Bull RB5      | Renault 2.4 V8       | B      |
| Red Bull Racing           | 15  | Sebastian Vettel     | Red Bull RB5      | Renault 2.4 V8       | B      |
| AT&T Williams             | 16  | Nico Rosberg         | Williams FW31     | Toyota 2.4 V8        | B      |
| AT&T Williams             | 17  | Kazuki Nakajima      | Williams FW31     | Toyota 2.4 V8        | B      |
| Force India F1 Team       | 20  | Adrian Sutil         | Force India VJM02 | Mercedes-Benz 2.4 V8 | B      |
| Force India F1 Team       | 21  | Giancarlo Fisichella | Force India VJM02 | Mercedes-Benz 2.4 V8 | B      |
| Brawn GP Formula 1 Team   | 22  | Jenson Button        | Brawn BGP 001     | Mercedes-Benz 2.4 V8 | B      |
| Brawn GP Formula 1 Team   | 23  | Rubens Barrichello   | Brawn BGP 001     | Mercedes-Benz 2.4 V8 | B      |

Anmerkungen
1. ↑  Die Startnummern 18 und 19 wurden wegen des Rückzugs des Honda-Teams nicht vergeben. Das Nachfolgeteam Brawn GP bekam als Neuling traditionell die letzten Startnummern, das Team Force India rückte aus Marketinggründen nicht auf.

## Klassifikationen

### Qualifying
| Pos. | Fahrer               | Konstrukteur         | Q1       | Q2       | Q3         | Start |
| ---- | -------------------- | -------------------- | -------- | -------- | ---------- | ----- |
| 01   | Fernando Alonso      | Renault              | 1:21,313 | 1:20,826 | 1:21,569   | 01    |
| 02   | Sebastian Vettel     | Red Bull-Renault     | 1:21,178 | 1:20,604 | 1:21,607   | 02    |
| 03   | Mark Webber          | Red Bull-Renault     | 1:20,964 | 1:20,358 | 1:21,741   | 03    |
| 04   | Lewis Hamilton       | McLaren-Mercedes (K) | 1:20,842 | 1:20,465 | 1:21,839   | 04    |
| 05   | Nico Rosberg         | Williams-Toyota      | 1:20,793 | 1:20,862 | 1:21,890   | 05    |
| 06   | Heikki Kovalainen    | McLaren-Mercedes (K) | 1:21,659 | 1:20,807 | 1:22,095   | 06    |
| 07   | Kimi Räikkönen       | Ferrari (K)          | 1:21,500 | 1:20,647 | 1:22,468   | 07    |
| 08   | Jenson Button        | Brawn-Mercedes       | 1:21,471 | 1:20,707 | 1:22,511   | 08    |
| 09   | Kazuki Nakajima      | Williams-Toyota      | 1:21,407 | 1:20,570 | 1:22,835   | 09    |
| 10   | Felipe Massa         | Ferrari (K)          | 1:21,420 | 1:20,823 | keine Zeit | –     |
| 11   | Sébastien Buemi      | Toro Rosso-Ferrari   | 1:21,571 | 1:21,002 | –          | 10    |
| 12   | Jarno Trulli         | Toyota               | 1:21,416 | 1:21,082 | –          | 11    |
| 13   | Rubens Barrichello   | Brawn-Mercedes       | 1:21,558 | 1:21,222 | –          | 12    |
| 14   | Timo Glock           | Toyota               | 1:21,584 | 1:21,242 | –          | 13    |
| 15   | Nelson Piquet jr.    | Renault              | 1:21,278 | 1:21,389 | –          | 14    |
| 16   | Nick Heidfeld        | BMW Sauber           | 1:21,738 | –        | –          | 15    |
| 17   | Giancarlo Fisichella | Force India-Mercedes | 1:21,807 | –        | –          | 16    |
| 18   | Adrian Sutil         | Force India-Mercedes | 1:21,868 | –        | –          | 17    |
| 19   | Robert Kubica        | BMW Sauber           | 1:21,901 | –        | –          | 18    |
| 20   | Jaime Alguersuari    | Toro Rosso-Ferrari   | 1:22,359 | –        | –          | 19    |

Anmerkungen
(K) = Rennwagen mit KERS
1. ↑  Massa verunfallte im zweiten Abschnitt des Qualifying und konnte nicht am Rennen teilnehmen. Die hinter ihm platzierten Fahrer rückten um jeweils einen Startplatz nach vorn auf.

### Rennen
| Pos. | Fahrer               | Konstrukteur         | Runden | Stopps | Zeit        | Start | Schnellste Runde |
| ---- | -------------------- | -------------------- | ------ | ------ | ----------- | ----- | ---------------- |
| 01   | Lewis Hamilton       | McLaren-Mercedes (K) | 70     | 2      | 1:38:23,876 | 04    | 1:22,479 (16.)   |
| 02   | Kimi Räikkönen       | Ferrari (K)          | 70     | 2      | + 11,529    | 07    | 1:22,434 (70.)   |
| 03   | Mark Webber          | Red Bull-Renault     | 70     | 2      | + 16,886    | 03    | 1:21,931 (65.)   |
| 04   | Nico Rosberg         | Williams-Toyota      | 70     | 2      | + 26,967    | 05    | 1:22,468 (65.)   |
| 05   | Heikki Kovalainen    | McLaren-Mercedes (K) | 70     | 2      | + 34,392    | 06    | 1:22,958 (63.)   |
| 06   | Timo Glock           | Toyota               | 70     | 2      | + 35,237    | 13    | 1:22,506 (63.)   |
| 07   | Jenson Button        | Brawn-Mercedes       | 70     | 2      | + 55,088    | 08    | 1:22,706 (57.)   |
| 08   | Jarno Trulli         | Toyota               | 70     | 2      | + 1:08,172  | 11    | 1:23,261 (65.)   |
| 09   | Kazuki Nakajima      | Williams-Toyota      | 70     | 2      | + 1:08,774  | 09    | 1:23,180 (55.)   |
| 10   | Rubens Barrichello   | Brawn-Mercedes       | 70     | 2      | + 1:09,256  | 12    | 1:23,024 (55.)   |
| 11   | Nick Heidfeld        | BMW Sauber           | 70     | 2      | + 1:10,612  | 15    | 1:23,282 (65.)   |
| 12   | Nelson Piquet jr.    | Renault              | 70     | 2      | + 1:11,512  | 14    | 1:23,418 (65.)   |
| 13   | Robert Kubica        | BMW Sauber           | 70     | 2      | + 1:14,046  | 18    | 1:23,224 (65.)   |
| 14   | Giancarlo Fisichella | Force India-Mercedes | 69     | 2      | + 1 Runde   | 16    | 1:23,174 (40.)   |
| 15   | Jaime Alguersuari    | Toro Rosso-Ferrari   | 69     | 2      | + 1 Runde   | 19    | 1:23,444 (69.)   |
| 16   | Sébastien Buemi      | Toro Rosso-Ferrari   | 69     | 2      | + 1 Runde   | 10    | 1:22,955 (69.)   |
| –    | Sebastian Vettel     | Red Bull-Renault     | 29     | 3      | DNF         | 02    | 1:23,457 (18.)   |
| –    | Fernando Alonso      | Renault              | 15     | 3      | DNF         | 01    | 1:23,529 (04.)   |
| –    | Adrian Sutil         | Force India-Mercedes | 1      | 0      | DNF         | 17    | –                |
| DNS  | Felipe Massa         | Ferrari (K)          | –      | –      | –           | –     | –                |

Anmerkungen
(K) = Rennwagen mit KERS

## WM-Stände nach dem Rennen
Die ersten acht des Rennens bekamen 10, 8, 6, 5, 4, 3, 2 bzw. 1 Punkt(e).

### Fahrerwertung
| Pos. | Fahrer             | Konstrukteur     | Punkte |
| ---- | ------------------ | ---------------- | ------ |
| 01   | Jenson Button      | Brawn-Mercedes   | 70,0   |
| 02   | Mark Webber        | Red Bull-Renault | 51,5   |
| 03   | Sebastian Vettel   | Red Bull-Renault | 47,0   |
| 04   | Rubens Barrichello | Brawn-Mercedes   | 44,0   |
| 05   | Nico Rosberg       | Williams-Toyota  | 25,5   |
| 06   | Jarno Trulli       | Toyota           | 22,5   |
| 07   | Felipe Massa       | Ferrari          | 22,0   |
| 08   | Lewis Hamilton     | McLaren-Mercedes | 19,0   |
| 09   | Kimi Räikkönen     | Ferrari          | 18,0   |
| 10   | Timo Glock         | Toyota           | 16,0   |
| 11   | Fernando Alonso    | Renault          | 13,0   |

| Pos. | Fahrer               | Konstrukteur         | Punkte |
| ---- | -------------------- | -------------------- | ------ |
| 12   | Heikki Kovalainen    | McLaren-Mercedes     | 9,0    |
| 13   | Nick Heidfeld        | BMW Sauber           | 6,0    |
| 14   | Sébastien Buemi      | Toro Rosso-Ferrari   | 3,0    |
| 15   | Robert Kubica        | BMW Sauber           | 2,0    |
| 16   | Sébastien Bourdais   | Toro Rosso-Ferrari   | 2,0    |
| 17   | Giancarlo Fisichella | Force India-Mercedes | 0,0    |
| 18   | Kazuki Nakajima      | Williams-Toyota      | 0,0    |
| 19   | Adrian Sutil         | Force India-Mercedes | 0,0    |
| 20   | Nelson Piquet jr.    | Renault              | 0,0    |
| 21   | Jaime Alguersuari    | Toro Rosso-Ferrari   | 0,0    |

### Konstrukteurswertung
| Pos. | Konstrukteur     | Punkte |
| ---- | ---------------- | ------ |
| 01   | Brawn-Mercedes   | 114,0  |
| 02   | Red Bull-Renault | 98,5   |
| 03   | Ferrari          | 40,0   |
| 04   | Toyota           | 38,5   |
| 05   | McLaren-Mercedes | 28,0   |

| Pos. | Konstrukteur         | Punkte |
| ---- | -------------------- | ------ |
| 06   | Williams-Toyota      | 25,5   |
| 07   | Renault              | 13,0   |
| 08   | BMW Sauber           | 8,0    |
| 09   | Toro Rosso-Ferrari   | 5,0    |
| 10   | Force India-Mercedes | 0,0    |